# Diário de Minas
Diário de Minas foi o nome usado por alguns jornais de Minas Gerais. Foram três versões mais conhecidas, uma em Ouro Preto e duas em Belo Horizonte.
O primeiro Diário de Minas surgiu em Ouro Preto, então capital de Minas Gerais, em 1866. Foi fundado por um empresário da época, J. F. Paula de Castro. Foi o primeiro jornal em formato standard a circular no estado e foi extinto em 1878.
Depois, com a criação de Belo Horizonte como nova capital, ressurgiu em 15 de janeiro de 1899. Inicialmente oposicionista, foi comprado no mesmo ano pelo Partido Republicano Mineiro, um dos pilares da política do café-com-leite que vigorava na República Velha.
Em 1921, um jovem Carlos Drummond de Andrade subiu as escadas da redação, que ficava então na Rua da Bahia, no Centro de Belo Horizonte. Drummond havia colaborado com seis artigos para o Jornal de Minas, no que foi a sua estreia na imprensa, e decidiu tentar a sorte no Diário de Minas, que tinha então muito mais prestígio. Sua primeira colaboração para o veículo foi um artigo sobre Tântalos, livro de contos do alagoano Luís de Araújo Morais. Cinco anos depois, em 1926, foi convidado para trabalhar no jornal, como redator. Com a demissão de um superior, virou editor-chefe do jornal, até o seu fim. Uma das principais mudanças que Drummond implementou no Diário de Minas foi dedicar uma de suas quatro páginas diárias à produção literária da época, com destaque para o modernismo.
Com a revolução de 1930 e a extinção dos partidos promovida por Getúlio Vargas, entre eles o PRM, o jornal perdeu sua principal fonte financeira e razão de existir e deixou de circular em 1931.
Foi voltar a circular 18 anos depois, no dia 14 de julho de 1949, comprado pelo então prefeito de Belo Horizonte Otacílio Negrão de Lima. Na sua terceira e última encarnação, o Diário de Minas atravessaria diversas fases. A primeira, foi como plataforma política do prefeito, que pretendia virar governador do Estado e usar o jornal como um suporte da candidatura.
Por alguns anos da década de 1960, foi arrendado pelo Jornal do Brasil. Depois, entre os anos 1970, passou pelo grupo Itatiaia, que também havia comprado a TV Vila Rica, hoje Band Minas, num grupo que passou a ser chamado de Força Nova de Comunicação.
Foi finalmente extinto em 1994, após problemas com o então candidato ao governo de Minas, o ex-senador Eduardo Azeredo. Após uma denúncia do Diário de Minas que Azeredo havia desviado verba do Fundo Nacional de Desenvolvimento da Educação (FNDE), o Tribunal Regional Eleitoral decretou que o jornal estava proibido de circular enquanto durassem as eleições. Sem periodicidade, anunciantes e funcionários, acabou finalmente fechado.